# Хасполат, Догукан
Догука́н Хаспола́т (тур. и нидерл. Doğucan Haspolat; род. 11 февраля 2000, Роттердам, Южная Голландия) — нидерландский и турецкий
футболист, полузащитник нидерландского клуба «Вестерло».

## Клубная карьера
Хасполат является воспитанником академии «Эксельсиора». Продолжая в ней заниматься, был приглашён в основную команду для подготовки к сезону. 27 августа 2016 года дебютировал в Эредивизи поединком против «Фейеноорда», выйдя на замену на 84-й минуте вместо Кевина Вермёлена. Шестнадцатилетний Хасполат стал первым игроком 2000 года рождения и первым игроком XXI века в Эредивизи и самым молодым на сезон 2016/2017. Также стал четвёртым самым молодым игроком, дебютировавшим в нидерландском чемпионате, уступив Виму Красу, дебютировавшему за «Волендам» в 1959 году в 15 лет и 9 месяцев, а также Марку ван Боммелю и Ришайро Живковичу.